# Nariman Aliyev (homme politique)
Nariman Aliyev (né le 30 août 1968 à Masallı) est un homme politique azerbaïdjanais, membre des IVe et Ve législatures de l'Assemblée nationale d'Azerbaïdjan.

## Biographie
Nariman Aliyev est né le 30 août 1968 à Masalli. Il est diplômé du collège technique de l'industrie alimentaire de Bakou, de la faculté de droit de l'Université Odlar Yurdu et de la faculté d'administration d'État et municipale de l'Académie d'administration publique sous la présidence de la République d'Azerbaïdjan. Elle parle russe.

### Carrière
Il est membre du comité des unions publiques et des institutions religieuses de l'Assemblée nationale. Il est chef du groupe de travail sur les relations interparlementaires entre l'Azerbaïdjan et la Jordanie, membre des groupes de travail sur les relations avec les parlements de la République fédérale d'Allemagne, des Émirats arabes unis, de l'Iran, de l'Espagne, des Pays-Bas, du Portugal, de la Thaïlande et de la Turquie.

### Famille
Nariman Aliyev est marié et a 4 enfants.